# یواس‌اس های پوینت (پی‌سی‌اچ-۱)
یواس‌اس های پوینت (پی‌سی‌اچ-۱) (به انگلیسی: USS High Point (PCH-1)) یک کشتی است که طول آن ۱۱۵ فوت (۳۵ متر) می‌باشد. این کشتی در سال ۱۹۶۲ ساخته شد.